# ریچارد اوفیونگ
ریچارد اوفیونگ (انگلیسی: Richard Offiong؛ زادهٔ ۱۷ دسامبر ۱۹۸۳) بازیکن فوتبال اهل بریتانیا است.
از باشگاه‌هایی که در آن بازی کرده‌است می‌توان به باشگاه فوتبال همیلتون آکادمیکال، باشگاه فوتبال بلیث اسپارتانس، باشگاه فوتبال مادرول، باشگاه ورزشی استانبول‌اسپور، باشگاه فوتبال دارلینگتون، باشگاه فوتبال گیتزهد، باشگاه فوتبال دونکستر راورز، باشگاه فوتبال اوسترشوندس، باشگاه فوتبال چونام دراگونز، باشگاه فوتبال یورک سیتی، باشگاه فوتبال کارلایل یونایتد، و باشگاه فوتبال نیوکاسل یونایتد اشاره کرد.
وی همچنین در تیم ملی فوتبال زیر ۲۰ سال انگلستان بازی کرده‌است.